# Sopranista
Um sopranista é um cantor masculino que é capaz de cantar na tessitura vocal de uma soprano geralmente através do uso de voz de cabeça ou produção vocal.  Em casos raros, um homem adulto pode ser capaz de cantar na faixa soprano usando sua normal ou voz modal e não falsete devido a endocrinológicos razões, como Radu Marian, ou como resultado de uma laringe que não foi completamente desenvolvida, como no caso de Michael Maniaci.

## Voz
O sopranista é capaz de cantar no soprano alcance vocal  que é de aproximadamente entre C3 e C5 , embora às vezes pode se expandir um pouco maior ou menor. Homens de todos os tipos de voz pode possuir uma grande variedade de reforço, através da eficacia do falsete necessária para produzir uma voz contralto , mezzo-soprano e soprano faixas vocais. Alguns contratenores pode cantar até as tessituras vocais femininos usando o registro modal e não precisa empregar qualquer falsete. No entanto, esta extensão não chegar até a parte superior do intervalo soprano indo mais longe do que uma E5 ou F5. Portanto sopranistas deve, em algum ponto,  empregar falsete para cantar notas na parte superior da tessitura de soprano. A exceção seriam os cantores raros mencionados acima.

## Controvérsia sobre o termo
Normalmente, o termo "soprano" se refere a cantoras, mas às vezes o termo "soprano masculino" tem sido usado por homens que cantam na faixa vocal soprano usando falsete produção vocal em vez da voz modal. Esta prática é mais comumente encontrado no contexto da música coral, na Inglaterra. No entanto, esses homens são mais comumente referidos como contratenores ou sopranistas. A prática de se referir a contratenores como "sopranos masculinos" é um tanto controversa dentro dos círculos pedagógicos vocais como homens não produzem som da mesma forma fisiológica que sopranos femininas fazem. Michael Maniaci e Radu Marian pode se referir a si mesmos como verdadeiro homens sopranos, porque eles são capazes de cantar na faixa vocal soprano usando a voz modal. Maniaci é capaz de fazer isso porque sua laringe nunca foi totalmente desenvolvido como fazem as vozes de outros homens durante a puberdade.

## Sopranistas notáveis
- Chris Colfer
- Simone Bartolini
- Aris Christofellis
- Vyatcheslav Kagan-Paley
- Adam Lopez
- Michael Maniaci
- Angelo Manzotti
- Radu Marian
- Tomotaka Okamoto
- Brian Charles Rooney
- Vitaliy Vladasovich Grachov
- Philippe Jaroussky